# Garganta la Olla
Garganta la Olla – gmina w Hiszpanii, w prowincji Cáceres, w Estramadurze, o powierzchni 48,06 km². W 2011 roku gmina liczyła 1009 mieszkańców.